# Skovhøns (asiatiske)
 For alternative betydninger, se Skovhøns. (Se også artikler, som begynder med Skovhøns)
Skovhøns (Rollulinae) er navnet på en gruppe af hønsefugle, der omfatter 25 arter i slægterne Arborophila (21 arter), Caloperdix, Rollulus og Xenoperdix. De fleste arter lever i Asien (et par arter også i Afrika). 
Fuglene i denne gruppe menes at være de mest basale fasanfugle, det vil sige at deres stamform var den første, der blev udspaltet fra resten af fasanfuglene. Gruppen er en underfamilie til fasanfamilien og kaldes også Arborophilinae. De har på dansk alle "skovhøne" som en del af deres navn, på nær en enkelt art. 

## Arter
Eksempler på arter af skovhøns:
- Brunbrystet skovhøne (Arborophila brunneopectus)
- Hjelmvagtel (Rollulus rouloul)